# The Shotgun Man and the Stage Driver
The Shotgun Man and the Stage Driver (con il sottotitolo How a Hold-Up Was Avoided) è un cortometraggio muto del 1913 scritto, diretto e interpretato da William Duncan.

## Produzione
Il film fu prodotto dalla Selig Polyscope.

## Distribuzione
Distribuito dalla General Film Company, il film - un cortometraggio di una bobina - uscì nelle sale cinematografiche statunitensi il 9 aprile 1913.